# Geosesarma katibas
Geosesarma katibas es una especie de crustáceo braquiuro terrestre de la familia Sesarmidae.

## Distribución geográfica
Es endémica de Sarawak (Borneo).